# Smodicum
Smodicum is een kevergeslacht uit de familie van de boktorren (Cerambycidae). De wetenschappelijke naam van het geslacht werd voor het eerst geldig gepubliceerd in 1847 door Haldeman.

## Soorten
Smodicum omvat de volgende soorten:
- Smodicum angusticolle Aurivillius, 1919
- Smodicum brunneum Thomson, 1878
- Smodicum clancularium Martins, 1975
- Smodicum confusum Martins, 1985
- Smodicum cucujiforme (Say, 1827)
- Smodicum depressum Thomson, 1878
- Smodicum dinellii Bruch, 1911
- Smodicum longicorne Martins, 1975
- Smodicum pacificum Linsley, 1934
- Smodicum parandroides Bates, 1884
- Smodicum recticolle Martins, 1975
- Smodicum semipubescens Gounelle, 1911
- Smodicum texanum Knull, 1966
- Smodicum torticolle Martins, 1975